# Ernests Štālbergs
Ernests Jekabowitsch/Jakowlewitsch Štālbergs (russisch Эрнест Екабович/Яковлевич Шталберг; * 3. Septemberjul. / 15. September 1883greg. in Liepāja; † 12. Juni 1958 in Riga) war ein lettisch-russischer Architekt und Hochschullehrer.

## Leben
Nach dem Schulbesuch in Liepāja studierte Ernests Štālbergs von 1902 bis 1904 an der Kunsthochschule Kasan. 1903 in Riga lernte er Helena Roerich und Nicholas Roerich kennen. Nach dem Studium arbeitete er in Kasan als Assistent des Hochschuldirektors Karl Ljudwigowitsch Mjufke beim Bau des neuen Hochschulgebäudes mit, und er projektierte die stählerne Treppe. Von 1911 bis 1914 studierte er bei L. N. Benois an der Kunstakademie in St. Petersburg und arbeitete  zusammen mit W. A. Schtschuko und I. A. Fomin, die die talentiertesten Studenten für ihre Projekte heranzogen. 1911 war er unter der Leitung W. A. Schtschukos an der Projektierung des russischen Pavillons für die Weltausstellung Turin 1911 beteiligt. 1914 erhielt Štālbergs sein Architektendiplom. Er baute zusammen mit I. A. Fomin 1914 ein klassizistisches Mietshaus für die Aktiengesellschaft Neues Petersburg.
Nach der Oktoberrevolution trat Štālbergs in die Leitung der Abteilung für darstellende Kunst des Volkskommissariats für Bildungswesen ein. Zusammen mit W. Majakowski, O. Brik und N. Punin gab er im Oktober 1918 die Zeitschrift Kunst der Kommune heraus. Er war Rektor der Wchutemas-Wchutein und leitete von 1919 bis 1922 die Architektenklasse.
1922 ließ sich Štālbergs in Riga nieder. Von 1922 bis 1950 lehrte er an der Architektur-Fakultät der Universität Lettlands (ab 1945 als Professor). Von 1922 bis 1940 baute er Villen in Mežaparks. Von 1923 bis 1926 baute er das Theater in Ropaži. 1924 baute er das Kurhaus in Kemmern in Jūrmala. 1925 entwarf er einen Triumphbogen des Sieges und unbekannten Soldaten. 1927 projektierte er ein Volkshaus, das aber erst 1930 teilweise realisiert wurde. 1928/1929 war er der dritte Präsident der 1924 gegründeten Gesellschaft der Architekten Lettlands (nach Eižens Laube und August Reiter). Von 1928 bis 1936 erstellte er die Aula der Universität Riga. 1930 baute er ein Reihenhaus in Riga mit zwei Basreliefs von Kārlis Zemdega. Von 1931 bis 1935 realisierte er das Freiheitsdenkmal nach den genauen Vorgaben des Bildhauers Kārlis Zāle. Von 1936 bis 1938 baute er das Kindertuberkulose-Sanatorium in Cēsis. 1937 gestaltete er mit Kārlis Zemdega das Denkmal Sudrabkalniņš für das 6. Rigaer Infanterieregiment, das die Stadt 1919 gegen den Angriff der Weißen Armee des Generals Bermondt-Awaloff verteidigte.
Nach dem Deutsch-Sowjetischen Krieg wurde Štālbergs 1945 als Verdienter Wissenschaftler der Lettischen Sozialistischen Sowjetrepublik (SSR) ausgezeichnet. Von 1945 bis 1951 war er geschäftsführender Vorsitzender der Union der Architekten der Lettischen SSR. Von 1946 bis 1951 leitete er das Bau- und Architektur-Institut der Lettischen Akademie der Wissenschaften, deren Mitglied er seit 1946 war. Von 1947 bis 1950 schuf er das Rigaer Lenin-Denkmal mit den Bildhauern W. J. Bogoljubow und W. I. Ingal aus Leningrad (demontiert 1991).
Zu Štālbergs’ Schülern in der Leningrader Zeit zählten O. L. Ljalin und J. A. Waks und in der lettischen Zeit Artūrs Reinfelds und Marta Staņa.

## Ehrungen
- Kommandeur des Drei-Sterne-Ordens der Republik Lettland

## Werke

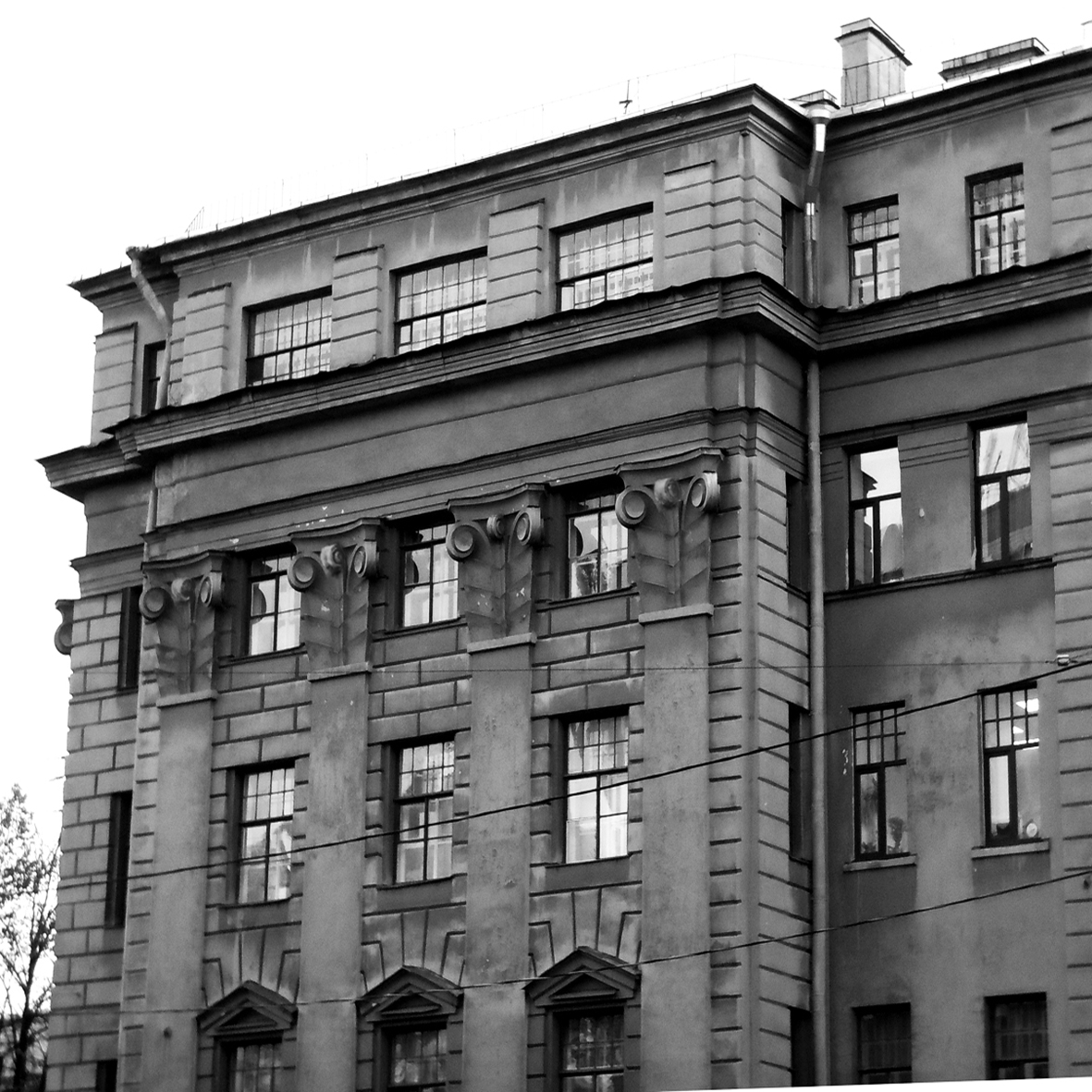
Mietshaus der Architekten Fomin und Štālbergs in St. Petersburg (1914)
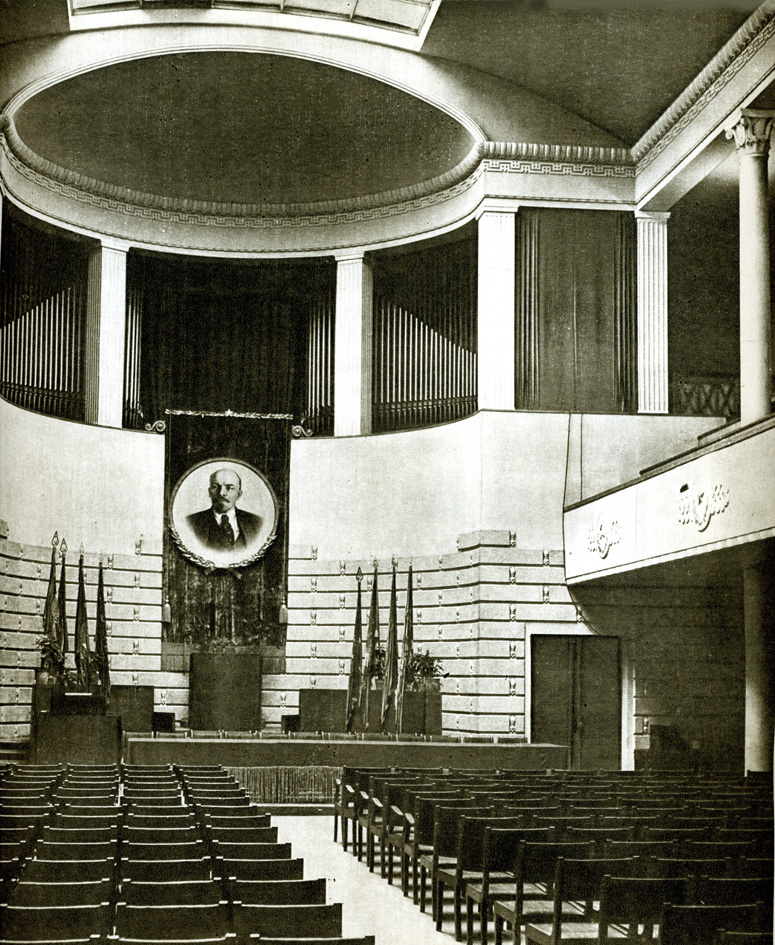
Aula der Universität Riga (1928–1936)
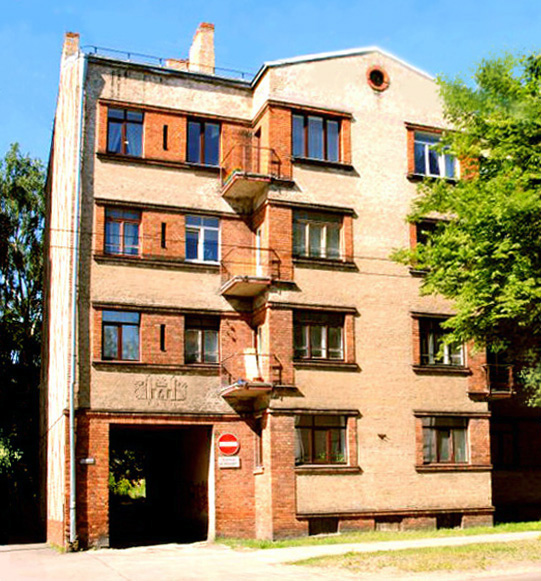
Štālbergs' Rigaer Reihenhaus (1930)